# Zuil van Constantijn

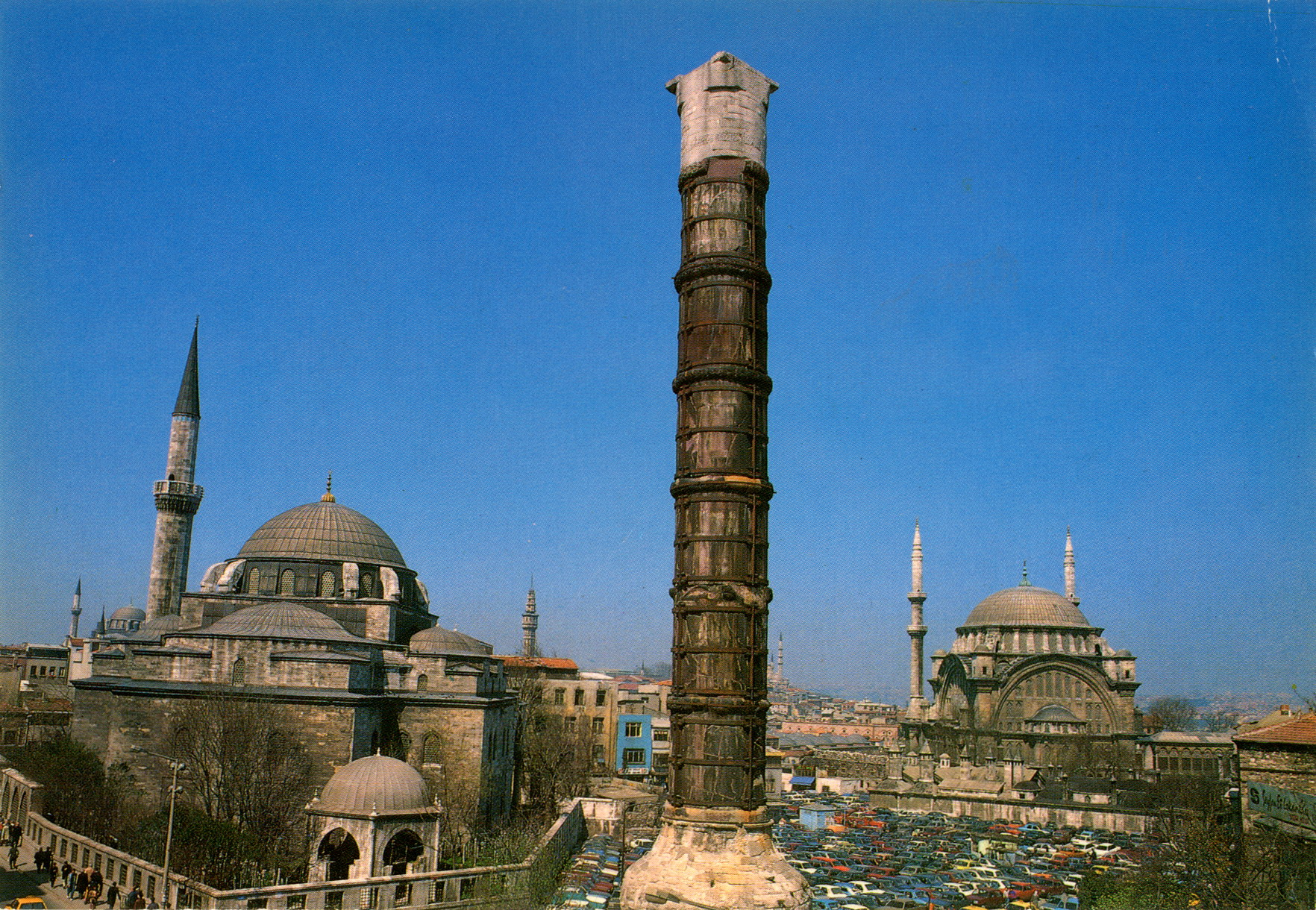
De Zuil van Constantijn in Istanboel

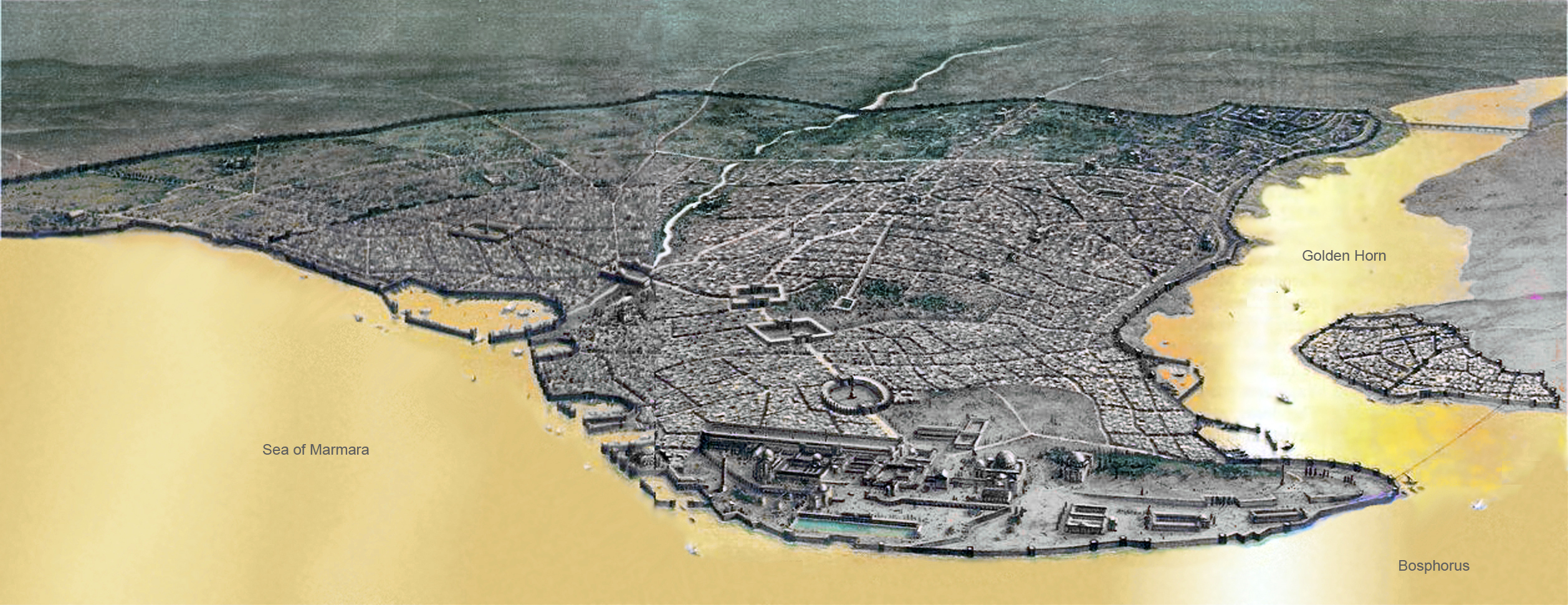
Het Forum van Constantijn met in het midden de zuil, is de ovalen plaats boven de Hippodroom

De Zuil van Constantijn (Çemberlitaş sütunu in het Turks), de porfieren zuil of de verkoolde zuil, is een Romeinse kolom in Istanboel. De zuil staat voor de stichting van Constantinopel, het Nieuw Rome, de nieuwe hoofdstad van het Romeinse Rijk, gesticht door keizer Constantijn de Grote.

## Geschiedenis
De kolom werd plechtig ingewijd op 11 mei 330, met een mix van christelijke en heidense ceremonies. Hij bevond zich in het midden van het Forum van Constantijn (vandaag in het district Fatih). Door de eeuwen heen werd de kolom aanzienlijk beschadigd door verschillende aardbevingen en branden.
In 416 liet keizer Theodosius II van Byzantium de trommels versterken met ijzeren banden nadat de kolom was geraakt door de bliksem. In 1079 werd hij opnieuw door de bliksem getroffen. In 1106 beschadigde er een storm het bovenste deel van de kolom, het beeld en waarschijnlijk drie van de porfieren cilinders gingen verloren. Het is mogelijk dat de kapel eronder, bij deze gelegenheid werd verwoest. Keizer Manuel I Komnenos (1143-1180) gaf opdracht tot de restauratie van de zuil en liet er een kruis op monteren. We kunnen nog steeds de inscriptie zien, die deze restauratie herdenkt : "de vrome Manuel liet het heilige monument, getekend door de tijd, restaureren" (in het Grieks: "ΤΟ ΘΕΙΟΝ ΕΡΓΟΝ ΕΝΘΑΔΕ ΦΘΑΡΕΝ ΧΡΟΝΩ ΚΑΙΝΕΙ ΜΑΝΟΥΗΛ ΕΥΣΕΒΗΣ ΑΥΤΟΚΡΑΤΩΡ").
De bronzen cirkels die de verbindingen tussen de trommels bedekten, werden in 1204 tijdens de Vierde Kruistocht door de kruisvaarders meegenomen. Het kruis werd door de Ottomanen verwijderd na de Val van Constantinopel in 1453.
De aardbeving in 1779, gevolgd door een brand verwoestte de buurt. De brand liet overal op de kolom zwarte vlekken achter, waardoor hij de bijnaam "verkoolde kolom" kreeg. Sultan Abdülhamit I liet het monument restaureren door de sokkel en de eerste trommel te versterken. Het platform waarop de kolom rustte, werd 2,50 m onder de grond gevonden.
In de jaren 1929-1930 werden opgravingen uitgevoerd door de Deense theosoof Carl Vett, wiens doel voornamelijk was het Palladium van Troje te ontdekken en de relikwieën, die aan de voet van de kolom waren begraven op te graven. De restauratiewerkzaamheden aan de kolom begonnen in 1955. De sleuven in porfiermarmer werden opgevuld en de metalen cirkels die de trommels met elkaar verbonden, werden in 1972 vervangen. Het werk werd begin 2000 voltooid.

## Compositie
Hoe de zuil er oorspronkelijk uitzag is giswerk. Men vermoedt dat ze 50 meter hoog was met daarboven op een beeld van Apollo of een allegorie van Sol Invictus. Vandaag is de zuil 37 meter hoog, sokkel inbegrepen, en bestaat uit zeven cilindrische porfieren blokken, samengehouden met metalen banden.

## Galerij

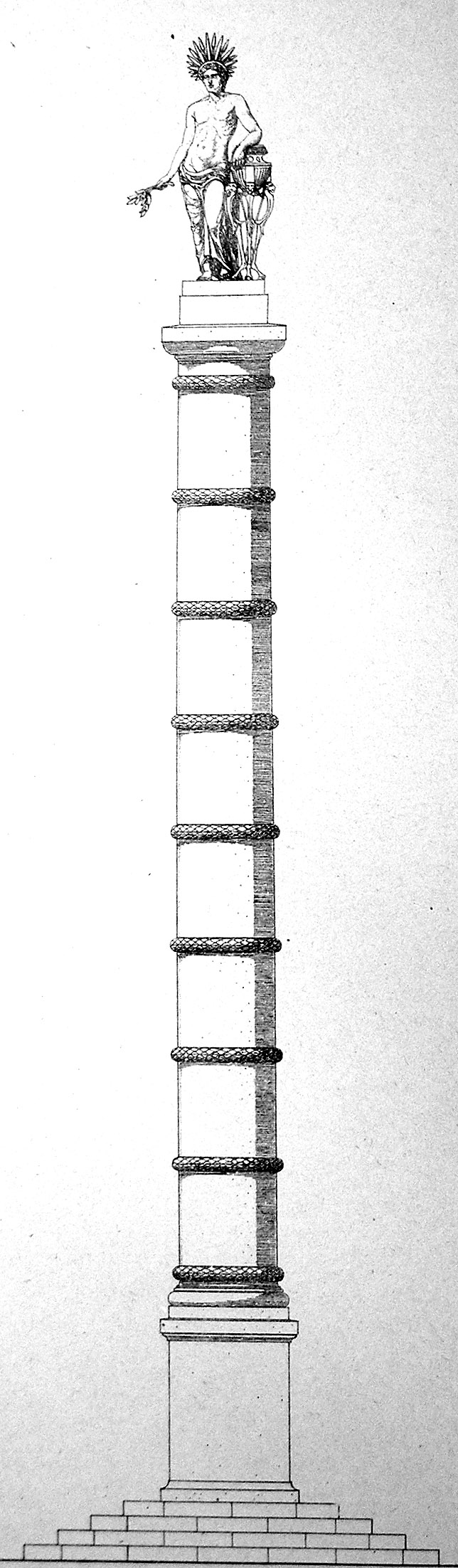
Schets van de oorspronkelijke (vermoedelijk) zuil (1912)
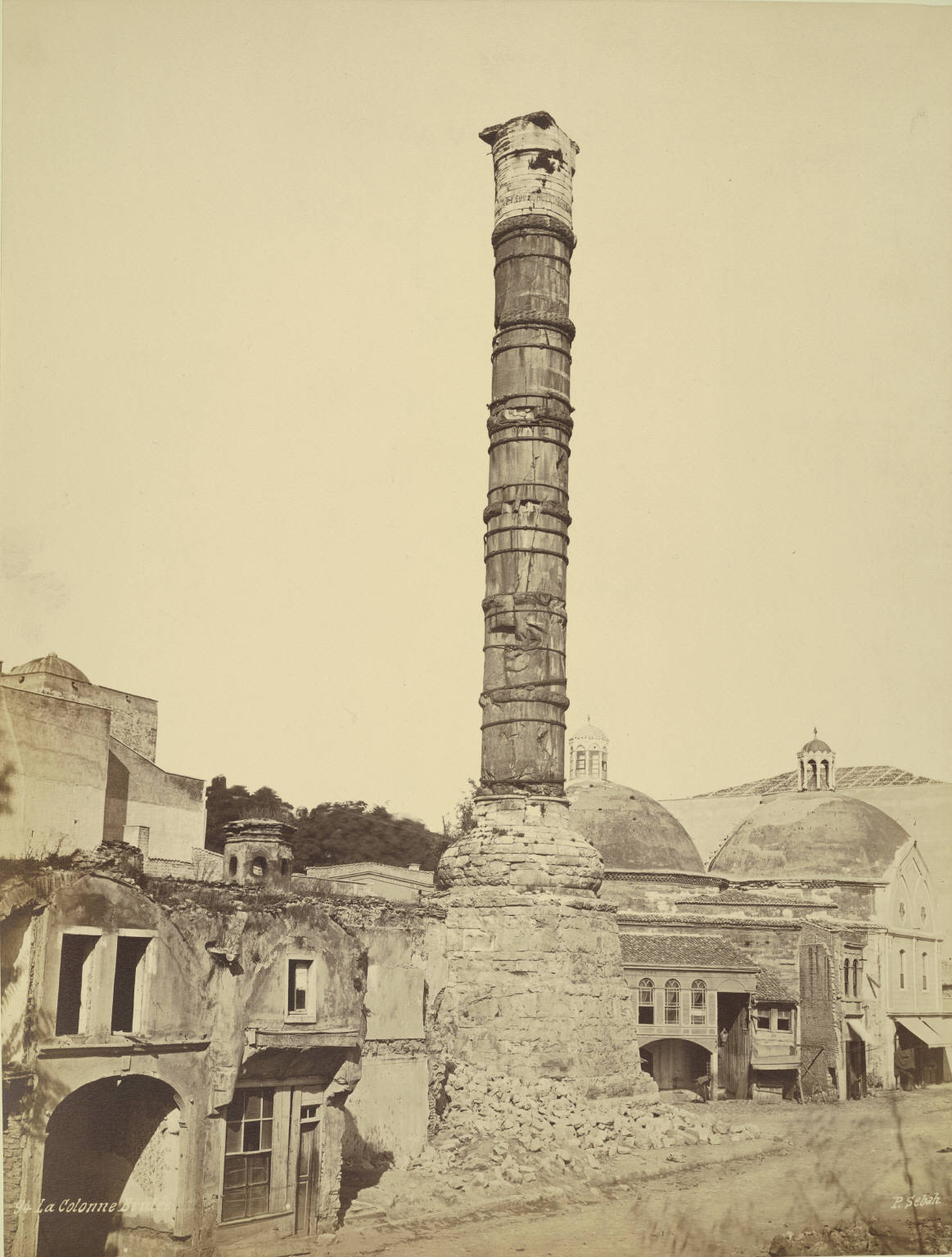
ca.1870
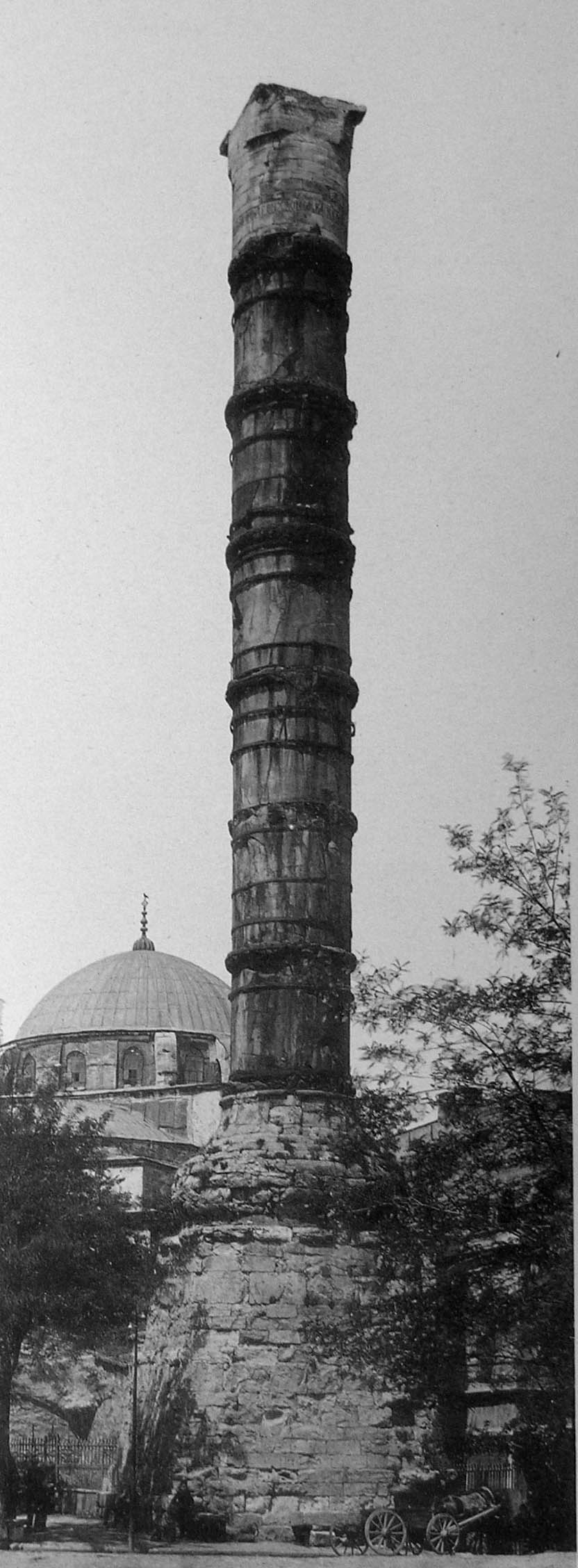
1912
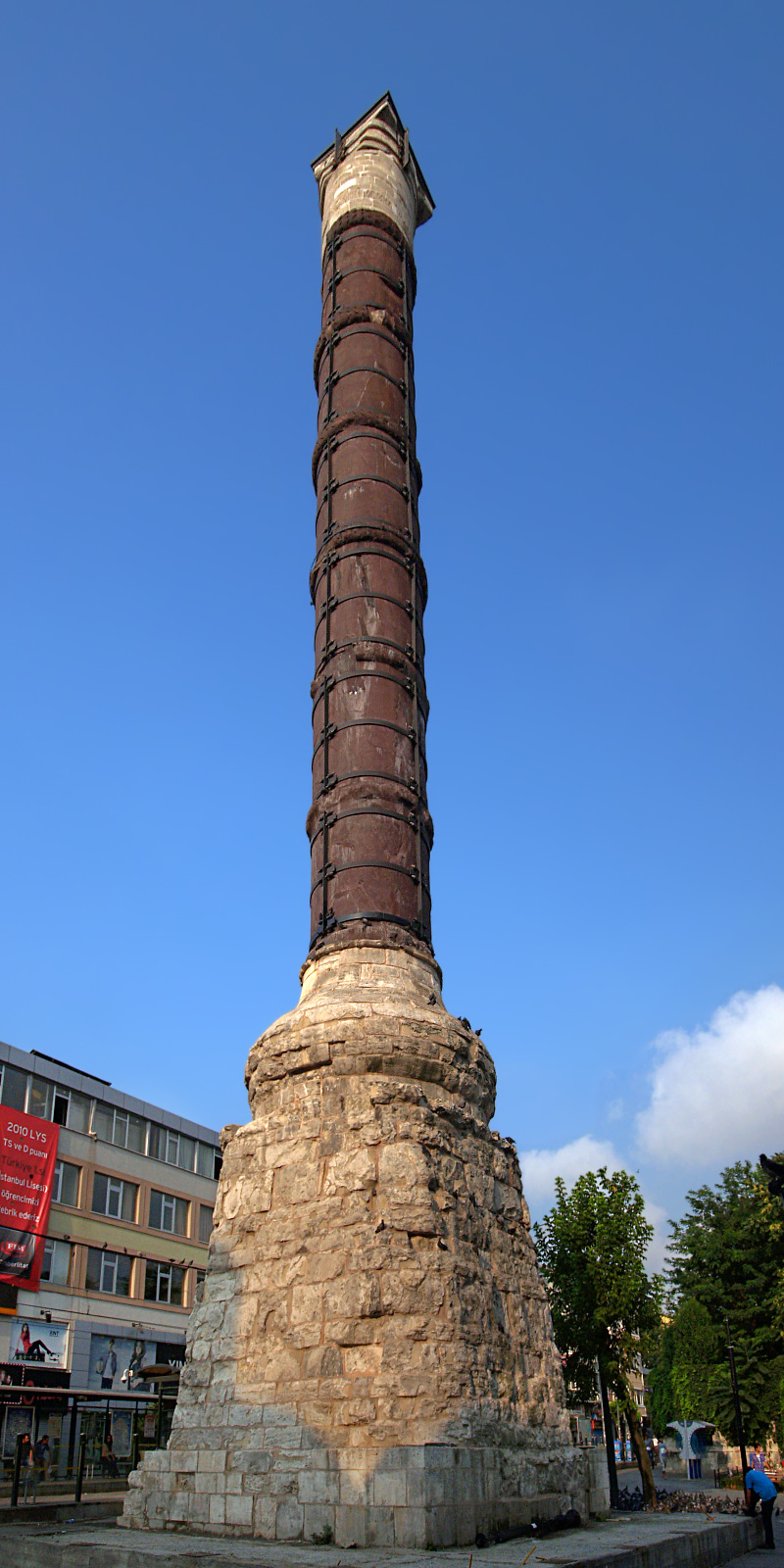
heden